# Astragalus degensis
Astragalus degensis är en ärtväxtart som beskrevs av Oskar Eberhard Ulbrich. Astragalus degensis ingår i släktet vedlar, och familjen ärtväxter.

## Underarter
Arten delas in i följande underarter:
- A. d. degensis
- A. d. rockianus